# Череповецкая ГРЭС
Череповецкая ГРЭС (ЧГРЭС) — тепловая электростанция, находящаяся в посёлке городского типа Кадуй Кадуйского муниципального района Вологодской области России.
Обеспечивает электрической энергией Вологодско-Череповецкий узел. Кроме того, ЧГРЭС обеспечивает теплом и питьевой водой Кадуй.
Череповецкая ГРЭС — электростанция Вологодской области, с установленной мощностью 450 МВт. Станция состоит из одного парогазового энергоблока ПГУ-450, введенного в эксплуатацию в ноябре 2014 года. Три конденсационных энергоблока по 210 МВт, построенные в 1970-х годах, остановлены в 2021 году. Основное топливо станции — природный газ.

## Собственники и руководство
Директор2004 — 30 апреля 2008 — Юрий Владимирович Андреев (перешёл на должность директора Киришской ГРЭС)
1 мая 2008 года — 31 декабря 2012 года — Олег Константинович Фомичёв (ранее — директор ГРЭС-24)
1 января 2013 года — 19 октября 2014 года — Марат Шавкатович Шакиров (ранее — заместитель главного инженера по промышленной безопасности ОАО «ОГК-2»)
20 октября 2014 года — 28 февраля 2021 года — Виктор Юрьевич Филиппов (ранее — заместитель директора-главный инженер Серовской ГРЭС)
1 марта 2021 года — 2 июня 2024 года — Андрей Николаевич Бадин (ранее — директор Серовской ГРЭС)
с 3 июня 2024 года — Алексей Иванович Смирнов (ранее — заместитель директора-главный инженер Адлерской ТЭС)

## Характеристика мощности, состояние оборудования электростанции
Установленная мощность станции 450 МВт
Главная схема станции — полуторная, с выключателями У—220/2000—25, связь с системой по ВЛ—220 кВ ГРЭС-1, ГРЭС-2, ГРЭС-3.
В состав одного энергоблока первой очереди входили:
1. Двухкорпусной барабанный котёл Еп 670/I40 (модель ТП(Е)-208-335),ТКЗ. Спроектирован для работы на фрезерном торфе. Котел с естественной циркуляцией, двухкорпусной.
2. Конденсационный турбоагрегат К-210-130-3 (ЛМЗ), мощностью 210 МВт, 540/540С, с семью нерегулируемыми отборами — конденсационный с промежуточным перегревом пара, одновальный.
3. Синхронный генератор переменного тока ТГВ—200 ХЭТМ, мощностью 210 МВт; 15,75 кВ; с водородным охлаждением, бесщёточным тиристорным возбуждением типа БТВ-300.
4. Блочный трансформатор ТДЦ — 250000/242 ЭТЗ мощностью 250 МВА.

В состав ПГУ-450 входят:
1. Одновальная силовая установка в составе газовой (мощностью 300 МВт) и паровой (150 МВт) турбин и генератор.

В период с 1996 по 1998 годы был выполнен перевод котлов Череповецкой ГРЭС на сжигание природного газа. В 2000 году была проведена реконструкция торфяного котла ТПЕ-208 блока № 1 для эффективного и экономичного сжигания природного газа и интинского угля. В 2003 была году введена в опытно-промышленную эксплуатацию АСУ ТП энергоблока № 1.
Высота дымовой трубы составляет 180 м. Она является одним из самых высоких сооружений Вологодской области.

## Выработка тепловой и электрической энергии
|                                       | 2009 | 2010 | 2011 | 2012 | 2013 | 2014 | 2015 | 2016 | 2017 | 2018 | 2019 | 2020 |
| ------------------------------------- | ---- | ---- | ---- | ---- | ---- | ---- | ---- | ---- | ---- | ---- | ---- | ---- |
| Выработка электроэнергии, млн. кВт•ч  | 2373 | 3311 | 3184 | 2549 | 2753 | 3088 | 4186 | 4805 | 2814 | 3118 | 3359 | 2842 |
| Выработка тепловой энергии, тыс. ГКал | 113  | 115  | 110  | 112  | 111  | 114  | 103  | 111  | 120  | 122  | 119  | 111  |
| КИУМ, %                               | 43   | 60   | 58   | 46   | 49   | 52   | 45   | 52   | 30   | 33   | 35   | 30   |

## Строительство второй очереди
В августе 2010 года Совет Директоров ОГК-6 выбрал победителя в конкурсе по строительству нового блока Череповецкой ГРЭС, им стала инжиниринговая компания Группа Е4 Михаила Абызова.
Мощность парогазового энергоблока, построенного в составе действующей Череповецкой ГРЭС, составила 420 МВт. Согласно договору, сумма контракта равняется 17,8 млрд рублей (с НДС).  Поставщиком основного оборудования для нового блока стала компания Siemens. Так же используется вспомогательное оборудование ряда отечественных производителей. Работы по постройке нового энергоблока начались в январе 2011 года, а его ввод в эксплуатацию состоялся в ноябре 2014 года.
В 2017 году была проведена модернизация четвёртого энергоблока, в результате которой установленная электрическая мощность парогазовой установки возросла на 30 МВт и с 1 мая 2018 года составляет 450 МВт.

## Перечень основного оборудования
| Агрегат                                                   | Тип                                                  | Изготовитель                                                                  | Количество | Ввод в эксплуатацию | Основные характеристики | Основные характеристики | Источники            |
| Агрегат                                                   | Тип                                                  | Изготовитель                                                                  | Количество | Ввод в эксплуатацию | Параметр                | Значение                | Источники            |
| --------------------------------------------------------- | ---------------------------------------------------- | ----------------------------------------------------------------------------- | ---------- | ------------------- | ----------------------- | ----------------------- | -------------------- |
| Оборудование парогазовой установки ПГУ-450 (энергоблок 4) |                                                      |                                                                               |            |                     |                         |                         |                      |
| Газовая турбина                                           | SGT5-4000F                                           | Siemens                                                                       | 1          | 2014 г.             | Топливо                 | газ                     | [ 10 ] [ 11 ] [ 12 ] |
| Газовая турбина                                           | SGT5-4000F                                           | Siemens                                                                       | 1          | 2014 г.             | Установленная мощность  | 306 МВт                 | [ 10 ] [ 11 ] [ 12 ] |
| Газовая турбина                                           | SGT5-4000F                                           | Siemens                                                                       | 1          | 2014 г.             | tвыхлопа                | 579 °C                  | [ 10 ] [ 11 ] [ 12 ] |
| Котёл-утилизатор                                          | ЭМА-029-КУ (Еп270/316/46-12,5/3,06/0,46-560/560/237) | Таганрогский котельный завод «Красный котельщик» (по лицензии Nooter/Eriksen) | 1          | 2014 г.             | Производительность      | 270 т/ч                 | [ 10 ] [ 13 ]        |
| Котёл-утилизатор                                          | ЭМА-029-КУ (Еп270/316/46-12,5/3,06/0,46-560/560/237) | Таганрогский котельный завод «Красный котельщик» (по лицензии Nooter/Eriksen) | 1          | 2014 г.             | Параметры пара          | 12,5 МПа, 560 °С        | [ 10 ] [ 13 ]        |
| Котёл-утилизатор                                          | ЭМА-029-КУ (Еп270/316/46-12,5/3,06/0,46-560/560/237) | Таганрогский котельный завод «Красный котельщик» (по лицензии Nooter/Eriksen) | 1          | 2014 г.             | Тепловая мощность       | 0 Гкал/ч                | [ 10 ] [ 13 ]        |
| Паровая турбина                                           | SST5-3000                                            | Siemens                                                                       | 1          | 2014 г.             | Установленная мощность  | 144 МВт                 | [ 10 ]               |
| Паровая турбина                                           | SST5-3000                                            | Siemens                                                                       | 1          | 2014 г.             | Тепловая нагрузка       | 0 Гкал/ч                | [ 10 ]               |
| Паровая турбина                                           | SST5-3000                                            | Siemens                                                                       | 1          | 2014 г.             | Параметры пара          | — кгс/см2, — °С         | [ 10 ]               |